# پالایشگاه نفت خوزستان

نمایی از یک پالایشگاه

پالایشگاه نفت خوزستان با هدف پالایش نفت خام فوق‌سنگین میدان‌های نفتی آزادگان و یادآوران و تولید فرآورده‌های سبک مانند بنزین و گازوئیل به ظرفیت ۱۸۰ هزار بشکه در روز ساخته خواهد شد. این در حالی است که تولید روزانه ۱۰ میلیون لیتر بنزین و ۱۲٫۵ میلیون لیتر گازوئیل در دستور کار این پالایشگاه قرار خواهد گرفت.
عملیات اجرایی پالایشگاه دوم آبادان در سال جاری آغاز شده و قرار است براساس برنامه ریزی‌های صورت گرفته این پالایشگاه که اکنون ۱٫۴ درصد پیشرفت فیزیکی دارد، تا پایان سال ۱۳۹۰ به بهره برداری برسد.